# Alang
Alang ist eine Küstenstadt im indischen Bundesstaat Gujarat. Sie liegt im Verwaltungsdistrikt Bhavnagar. Die Abwrackwerften bei Alang sind ein Zentrum der weltweiten Schiffsverschrottungsindustrie.

## Lage
Alang liegt am Golf von Khambhat im Südosten der Halbinsel Kathiawar etwa 220 km (Fahrtstrecke) südlich von Ahmedabad.

## Bevölkerung
| Jahr      | 1991 | 2001   | 2011  |
| Einwohner | ??   | 18.475 | 8.309 |

Gut 97 % der Einwohner sind Hindus, nur etwa 2,5 % sind Moslems. Wegen der zahlreichen männlichen Werftarbeiter ist der Frauenanteil deutlich geringer als sonst in Indien.

## Geschichte
Lange Zeit war Alang nur ein einfaches Fischerdorf. Erst im Jahr 1983 gründete Capt. N. Sundaresan die Abwrackwerft, deren Länge heute ca. 14 km beträgt.

## Trivia
In dem Videospieltitel Battlefield 2042 gibt es eine Karte, die in der Stadt spielt und auch nach ihr benannt ist.